# Umplatzierung
Die Umplatzierung (englisch block trade) ist in der Wirtschaft eine Kapitalmaßnahme, bei der Großaktionäre Aktienpakete an eine Vielzahl von Kleinaktionären veräußern.

## Allgemeines
Die Umplatzierung setzt begrifflich voraus, dass zuvor bereits eine Platzierung stattgefunden hat. Ein Blocktrade ist eine Veräußerung eines Aktienpakets an einer börsennotierten Gesellschaft im Rahmen einer Privatplatzierung an Investoren unter Einschaltung einer oder mehrerer Investmentbanken. Da bei einer Umplatzierung die Höhe des Grundkapitals unverändert bleibt und sich nur die Aktionäre ändern, liegt keine Kapitalerhöhung vor. Die Umplatzierung erhöht die Unabhängigkeit der Aktiengesellschaft von Großaktionären, indem der Streubesitz eine günstigere Streuung bekommt. Als veräußernde Altaktionäre kommen Großaktionäre oder institutionelle Anleger in Frage. Es ist sicherzustellen, dass das aus der Umplatzierung resultierende Handelsvolumen den Börsenkurs des Emittenten möglichst wenig beeinträchtigt, sofern es sich um ein börsennotiertes Unternehmen handelt, dessen Umplatzierung über die Wertpapierbörse geleitet wird.

## Rechtsfragen
Die Umplatzierung von Altaktien ist rechtlich ein Kaufvertrag mit Elementen eines Geschäftsbesorgungsvertrags (§§ 433, § 675 BGB). Der Kaufpreis (Kurswert) muss zwischen den Aktionären wechseln und darf keinesfalls zur Aktiengesellschaft gelangen, da dann eine nach § 57 Abs. 1 AktG verbotene Einlagenrückgewähr vorliegt. Diese Gefahr ist im Regelfall ausgeschlossen, weil das von der Umplatzierung betroffene Unternehmen weder rechtlich noch wirtschaftlich involviert ist.
Die Umplatzierung ist ohne Veröffentlichung eines Wertpapierprospekts statthaft. Beim Blocktrade handelt es sich um eine Privatplatzierung, d. h., es findet kein öffentliches Angebot der Aktien unter Verwendung eines Prospekts statt. Die Prospektpflicht entfällt, sofern die Primärplatzierung bereits durch ein öffentliches Angebot erfolgte und ein Volumen von 8 Millionen Euro nicht überschreitet (§ 3 Nr. 1 WpPG). Allerdings müssen die von der Umplatzierung betroffenen Altaktionäre die Aktiengesellschaft vom Prospekthaftungsrisiko freistellen, damit eine Einlagenrückgewähr vermieden wird; denn die Übernahme der Prospektverantwortung mit der daran gegebenenfalls anknüpfenden Haftung für Prospektmängel ist eine Leistung an den Aktionär. Insoweit veranlasst sie als Emittent weder das öffentliche Angebot noch die Prospektherausgabe auf der Suche nach Kapitalgebern; vielmehr soll der Kapitalgeber nur gewechselt werden.
Werden die Aktien im Betriebsvermögen einer Kapitalgesellschaft gehalten, ist der Kursgewinn aus einer Umplatzierung nach § 8b KStG steuerfrei, bei einer Personengesellschaft ist der Gewinn zu 40 % steuerpflichtig (§ 3 Nr. 40a EStG).

## Wirtschaftliche Aspekte
Umplatzierungen können durch das Accelerated Bookbuilding erfolgen, wobei ein Bankenkonsortium die Altaktien anbietet. Eine Umplatzierung kann unter Umständen auf Skepsis des Publikums stoßen, wenn dieses von Informationsasymmetrie ausgeht. Bietet beispielsweise das Management (Vorstand, Aufsichtsrat) seine Belegschaftsaktien größeren Umfangs an, so kann der Verdacht aufkommen, dass diese Kreise über Informationen verfügen, die den Kauf dieser Aktien als kritisch erscheinen lassen. Anders ist die Sachlage beim Management-Buy-out, wenn die Manager durch den Aktienverkauf ihre Schulden tilgen wollen.

## Abgrenzung
Bei einer Zweitplatzierung emittiert ein bereits börsennotiertes Unternehmen durch Kapitalerhöhung weitere Aktien über die Börse, während eine Umplatzierung nicht zu einer Kapitalerhöhung führt. Außerdem müssen Zweitplatzierungen stets mit Prospekt erfolgen. Während die Umplatzierung lediglich den Aktienmarkt betrifft, umfasst der Begriffsinhalt des Blocktrade sowohl den Aktien- als auch den Rentenmarkt.